# ديفيد أ. ولف
ديفيد أ. ولف (بالإنجليزية: David A. Wolfe)‏ هو عالم نفس وكاتب أمريكي، ولد في 5 أغسطس 1951.